# Conor Allen
Conor Jay Allen, född 31 januari 1990, är en amerikansk professionell ishockeyspelare som spelar för Nashville Predators i NHL. Han har tidigare spelat på NHL-nivå för New York Rangers och på lägre nivåer för Hartford Wolf Pack/Connecticut Whale i AHL.
Allen blev aldrig draftad av något lag.